# Luis Cabo Giorla
Luis Cabo Giorla (Vigo, 1 de mayo de 1903-Madrid, 5 de diciembre de 1975) fue un sindicalista y dirigente comunista español, gobernador Civil de Murcia y miembro del Buró Político del Partido Comunista de España (PCE) desde 1936, una de las figuras clave de su dirección a finales de los años treinta. Combatió en la guerra civil española. Posteriormente destacó en la organización del PCE en América Latina y Francia donde presidió la Comisión de Francia, el órgano dirigente del PCE en dicho país.

## Primeros años

### Infancia y juventud
Se crio en una familia numerosa que residía en Vigo. Siendo muy pequeño y tras el temprano fallecimiento de su padre, Claudio Cabo Vázquez, la familia se trasladó a Madrid. Su madre, Victoria Giorla Verdaguer, madrileña de nacimiento, se instaló con sus hijos en un piso alquilado en el barrio de Lavapiés. 
Estudió hasta los 11 años en el colegio de los Salesianos de Madrid. Luego, las acuciantes necesidades económicas de la familia le llevaron a iniciar su vida laboral como obrero de la construcción, haciéndose más tarde albañil, profesión que ejercerá hasta 1936, cuando se produjo la sublevación militar. 
Autodidacta, le gustaba la música, la historia, la poesía y la literatura clásica, así como el deporte, especialmente el futbol y el billar que practicaba en los salones de su barrio madrileño.

### Militancia sindical e ingreso en el PCE
En 1930 se afilió al sindicato UGT y muy poco después al PCE, volcándose en la actividad sindical y política y destacando muy pronto en ambas organizaciones por sus dotes organizativas y como orador. Trabajaba entonces en la construcción de los múltiples pabellones que conforman la Ciudad Universitaria, primer gran  escenario, unos años después, de la Defensa de Madrid.
En mayo de 1931, con ocasión de una Conferencia Sindical clandestina, fue detenido y condenado a una fianza de 1500 pesetas: aunque ya proclamada la II República, seguiría rigiendo el restrictivo “Estatuto Jurídico del Gobierno Provisional” hasta octubre de ese año. Nuevamente detenido bajo el Gobierno de la CEDA, en mayo de 1934, y tras una huelga de hambre de 15 días junto a sus camaradas  detenidos, resultó absuelto de la acusación de manifestación ilegal.  
En 1935, Luis Cabo Giorla fue seleccionado para ir a la Escuela Leninista Internacional, la escuela de cuadros de la Internacional Comunista en la que se formarían ciento veintiocho cuadros del PCE en esa década. A su vuelta de Moscú, Luis Cabo Giorla expuso sus impresiones de su viaje a la Unión Soviética ante una asamblea de militantes de Madrid.
En 1936 asumió la máxima responsabilidad del comité de Madrid del PCE, cargo que desempeñó hasta 1937. En dicho comité también participaban: Diéguez (su sucesor en el cargo) Ascanio, Girón, Petronila, Mesón, Cazorla, etc.
Ese mismo año conocería a quien sería su compañera hasta el final de su vida, Araceli Bravo Puntós, nacida en Bilbao, enfermera jefe en el Hospital Provincial de Madrid (hoy Museo Reina Sofía) y responsable del “Radio Sur” del PCE-Madrid.

## La Guerra Civil
Desde octubre de 1936 hasta febrero del 37, Cabo Giorla fue nombrado por el Gobierno de Largo Caballero gobernador civil de Murcia. En aquel momento, solo otro miembro del PCE ostentó un cargo similar, Antonio Ortega [Guipúzcoa]. En abril de 1937 fue elegido concejal y teniente alcalde del Ayuntamiento de Madrid. 
En su periodo murciano, como gobernador civil y como dirigente del partido, prestó especial atención a la organización y consolidación del Quinto Regimiento. Ese mismo empeño caracterizó su actividad, antes de incorporarse a su destino en Murcia y a su regreso a Madrid.

### El trabajo en la dirección del PCE
Sin embargo, en este periodo convulso, Luis Cabo Giorla estuvo principalmente volcado en las tareas de dirección del PCE. Desde inicios del 37 fue miembro “agregado” del Buró Político del PCE (BP), pasando a ser miembro titular en noviembre del 38. Trabajó intensamente junto a José Díaz, Dolores Ibárruri, Checa, Mije, Delicado, Hernández, Uribe, Dieguez, Antón y Santiago Carrillo. Jugó un papel muy importante en la dirección del partido: era sustituto de José Díaz, el secretario general, en las tareas de coordinación del Buró Político  durante las frecuentes ausencias que su enfermedad le imponía. En numerosas ocasiones intervino ante los órganos de dirección: el pleno del Comité Central del PCE o en la Iª Conferencia Nacional del PSUC, en julio de 1937.
De la relevancia del papel de Cabo Giorla en la dirección del PCE da muestra el hecho de que él fuese uno de los cuatro firmantes, por parte del PCE (con José Díaz, Dolores Ibárruri y Pedro Checa), del Programa de Acción Conjunta entre socialistas y comunistas, el 17 de agosto de 1937.

### La salida de España
Luis Cabo Giorla fue de los últimos dirigentes del PCE, junto con Francisco Antón, Antonio Mije y Santiago Carrillo, en salir de Barcelona, camino de Francia, cuando las tropas sublevadas entraban en la ciudad. Se habían trasladado a Barcelona para hacer todo lo que fuera posible para que Barcelona no cayese sin lucha, por el efecto moral que tal caída podría tener en las fuerzas que dependían del general Miaja.
Tras la caída de Cataluña a manos de los franquistas y después de celebrarse la histórica reunión en el castillo de Figueras en febrero de 1939, Cabo Giorla y Araceli cruzaron la frontera francesa. Su hermano mayor, Guillermo, con el que estaba íntimamente unido y que fue comisario de batallón del ejército republicano, cruzó también dicha frontera resultando detenido por las autoridades francesas y encerrado en el campo de concentración de Argelès sur Mer. Una vez liberado, embarcó desde Pauillac (Burdeos) a México en junio del 39. Consiguió la nacionalidad mexicana en 1940. Vivió y falleció en aquel país. 
A su llegada a Francia, la tarea que se le asigna en el Buró Político, estructurado en torno a Dolores Ibárruri, es: organización y ayuda a los evacuados.

## Los años del exilio

### La etapa latinoamericana
La asignación de destinos políticos acordada por la dirección del PCE en el 39 en Toulouse llevó a Cabo Giorla y a Araceli a trasladarse a América-Latina. Tras un largo periplo pasando por varios países, se instalaron en Santiago de Chile, donde en agosto de 1940, nació su hija Florinda (Cuqui). Poco después, se trasladaron a Buenos Aires (Argentina) donde nacieron en marzo del 43 sus dos hijos gemelos, Pepe y Luis. Es de señalar que el Partido Comunista estaba prohibido en Argentina y que el trabajo del grupo español tuvo que ser clandestino. Con el fin de facilitar dicha labor, Cabo Giorla y Sebastián Zapirain negociaron con el Partido Comunista Argentino su visto bueno para la creación de una sección del PCE en Argentina (cosa posible una vez disuelta la [Internacional Comunista] en 1943). Esta organización del PCE se mantuvo hasta finales de los años 70.
El traslado a América de cuadros dirigentes del PCE tenía como objeto organizar el trabajo hacia el interior del país. La  dirección del PCE para América estaba constituida, entre otros, por Vicente Uribe, Antonio Mije, Santiago Álvarez, Luis Cabo Giorla, Santiago Carrillo, Manolo Delicado, Isidoro Diéguez. Se buscaron enlaces entre los marineros de los buques españoles, se mandaron cuadros a reorganizar el partido o se establecieron contactos epistolares. Desde Buenos Aires, Cabo Giorla restableció contacto con parte de la organización del PCE en el interior.
Cabe destacar un aspecto de este trabajo. Luis Cabo Giorla tomó contacto con su suegra, Florinda Puntos Urgoiti. Le escribió cinco cartas (una desde Nueva York y las otras desde Buenos Aires), en lenguaje cifrado, a su domicilio de la calle Hermanos Miralles que ella, con la ayuda de una amiga consiguió introducir en la prisión de Porlier. También le pedía que hiciese llegar comida a Domingo Girón, uno de los destinatarios de dichas cartas, posteriormente fusilado.
Su actividad le valió a Florinda ser detenida en 1942 y una condena a quince años de cárcel dictada por un Consejo de Guerra. Saldría de prisión en 1952. Los contactos establecidos por Cabo Giorla no fueron del gusto de Heriberto Quiñones, quien ordenó su finalización.

### Responsable de la Comisión de Francia
En atención a las necesidades políticas en el seno de la dirección del  PCE, Cabo Giorla regresó a Francia, clandestinamente, en 1945, por mar. Un año después, Araceli  y sus tres hijos se reunieron con él en Toulouse (Francia). La familia se trasladó a la región parisina. Residió en diversos municipios del "cinturón rojo" donde la solidaridad de un poderoso Partido Comunista Francés suponía una ayuda fundamental.
Profesionalmente, Cabo Giorla tuvo que reconvertirse. Estudió el oficio de ajustador mecánico y se incorporó a trabajar en un taller de la rue Lourmel (distrito XV de París). La familia trabó una estrecha amistad con dos camaradas franceses de ese taller, Boitel y Bastia, héroes de la Resistencia francesa al nazismo.  
En 1950, el gobierno francés declaró ilegal al PCE en Francia. Entre otros, la policía detuvo a Cabo Giorla. Lo hicieron en su lugar de trabajo, después de personarse de madrugada en su casa de Crosne. La detención fue breve. El tiempo de interrogarle y advertirle, inútilmente, de las consecuencias legales que arriesgaba en caso de proseguir con la actividad del PCE en Francia.
En ese periodo, Luis Cabo Giorla había sido injustamente apartado de la dirección del PCE. A partir del  V Congreso del PCE, en noviembre de 1954, fue reclamado para dedicar todo su tiempo a las actividades del partido, muy especialmente a la dirección de la  “Comisión de Francia” del PCE. La organización más numerosa del PCE en aquellos tiempos: el PCE tenía organización en las principales ciudades francesas, contando con varias decenas de miles de afiliados. Sólo en la región parisina, a finales de los 60, el PCE  contaba  con unos 20 000 afiliados/as. La sede de la “Comisión de Francia” se instaló en la céntrica y popular  “rue Jean Pierre Timbaud” de París.  Junto a Cabo Giorla, componían el núcleo de esa “Comisión de Francia” los camaradas Julio,  Bachiller, Manzano, Teresa Pamies, Blanco y Gimeno. 
En su condición de máximo responsable del PCE en Francia, Cabo Giorla mantuvo una relación estable con la dirección del Partido Comunista francés, consecuentemente acompañado en esa vital tarea por Santiago Carrillo e Ignacio Gallego. Con independencia de las puntuales y legítimas discrepancias políticas que pudieron darse, Cabo Giorla y el conjunto de la dirección del PCE tuvieron siempre en máxima consideración política la inestimable ayuda en medios materiales y personas que, en todo momento, prestó el PCF a las actividades del PCE. 
Cabo Giorla formó parte de la delegación del PCE que mantenía los contactos con la dirección del PSOE en Francia, encabezada por su secretario general, Rodolfo Llopis. En 1961, participó activamente en la reorganización de la Unión de Juventudes Comunistas de España, en sustitución de una JSU cuya existencia no se correspondía con una realidad marcada por la ruptura, desde 1939, de su concepción unitaria por parte del PSOE. 
En su última residencia de la región parisina, la familia de Cabo Giorla residió en la municipalidad comunista de Ivry, a escasos trescientos metros de la familia de Julián Grimau. Además de la afinidad política, entre ambas familias existían fuertes lazos personales, además de con el propio Julián, con su mujer Angelita, sus entonces aún pequeñas hijas, Dolores y Carmen y su suegra Leonor. La detención en Madrid, en el otoño de 1962, del dirigente comunista Julián Grimau, las salvajes torturas infligidas por la policía franquista y el sumarísimo juicio-farsa y la inmediata ejecución de Julián estremecieron a todo el PCE. Para la familia de Cabo Giorla, este drama adquirió también una intensa dimensión personal.  
En 1969, Cabo Giorla sufrió una angina de pecho de la que se repuso aceptablemente, aunque tuvo que limitar su actividad política por prescripción facultativa.

## La vuelta a España
En 1968 y en ocasión de un viaje a Madrid por encargo del Partido, su mujer, Araceli, fue detenida por la policía en casa de su hermana Miren, en la céntrica calle de Correos. Buena parte de los interrogatorios giró en torno a Cabo Giorla y sus actividades políticas. Tras siete días en los siniestros calabozos de la Puerta del Sol, la dejaron en libertad, sin haber conseguido sonsacar de la boca de Araceli ni una sola palabra.  
En abril de 1973 pudo por fin cumplir uno de sus sueños: volver a Madrid. Se trasladó con Araceli a vivir a un piso alquilado en la calle Fomento. Ese mismo verano, en ocasión de la clandestina Conferencia del PCE-Madrid, fue elegido miembro del Comité Provincial de Madrid del PCE. 
En su condición de miembro del Comité Central del PCE y del Comité Provincial, Cabo Giorla dedicó el grueso de su actividad política a trabajar entre los numerosos expresos y represaliados por el franquismo, lo que por cierto le hacía coincidir con Araceli, entonces secretaria de la “Asociación de Ex presos políticos”, con sede en la calle Campomanes.
En ese periodo, su actividad clandestina le llevó a trabajar de manera regular con los miembros del Comité Central del PCE que residían en Madrid; entre ellos Jaime Ballesteros, Pilar Brabo, Simón Sánchez Montero, Víctor Díaz-Cardiel, José Sandoval, Dulcinea Bellido, Nicolás Sartorius, Romero Marín, Armando López Salinas, Eugenio Triana, Merche Comabella, y otros.

## Fallecimiento
En noviembre del 75, Cabo Giorla decidió, por consejo médico, someterse a una operación quirúrgica para superar sus deficiencias coronarias. Fue operado a finales de ese mes, no consiguiendo superar el posoperatorio. Falleció en el hospital hoy llamado Gregorio Marañón el día 5 de diciembre.
Recién hospitalizado, Cabo Giorla pudo conocer y valorar, junto a los suyos, el fallecimiento del dictador aquel 20 de noviembre de 1975. 
Su hijo Pepe había sido detenido unos días antes en una "redada preventiva" de la Brigada Político-Social dirigida contra varios dirigentes del PCE. Fueron detenidos Simón Sánchez Montero, Armando López Salinas, Víctor Díaz Cardiel, José Soler y Pepe Cabo que, en ese periodo, se hospedaba  en la casa de sus padres. El régimen, a través del ministro Fraga Iribarne, negó el  permiso para que su hijo Pepe pudiera salir de la prisión de Carabanchel y asistir al entierro de su padre. Sólo se le concedieron unos pocos minutos para, esposado, poder verle y despedirse a medianoche en el tanatorio del hospital.  
Pepe Cabo pasó por las manos de "Billy el Niño", de siniestra memoria, quien apenas le tocó ante su actitud decidida y su declaración preliminar "soy miembro del  PCE. No les diré nada más". Durante el interrogatorio, la policía le enseñó a Pepe fotos de su padre, tomadas saliendo de su casa en la calle Fomento: la casa estaba vigilada, controladas sus entradas y salidas.

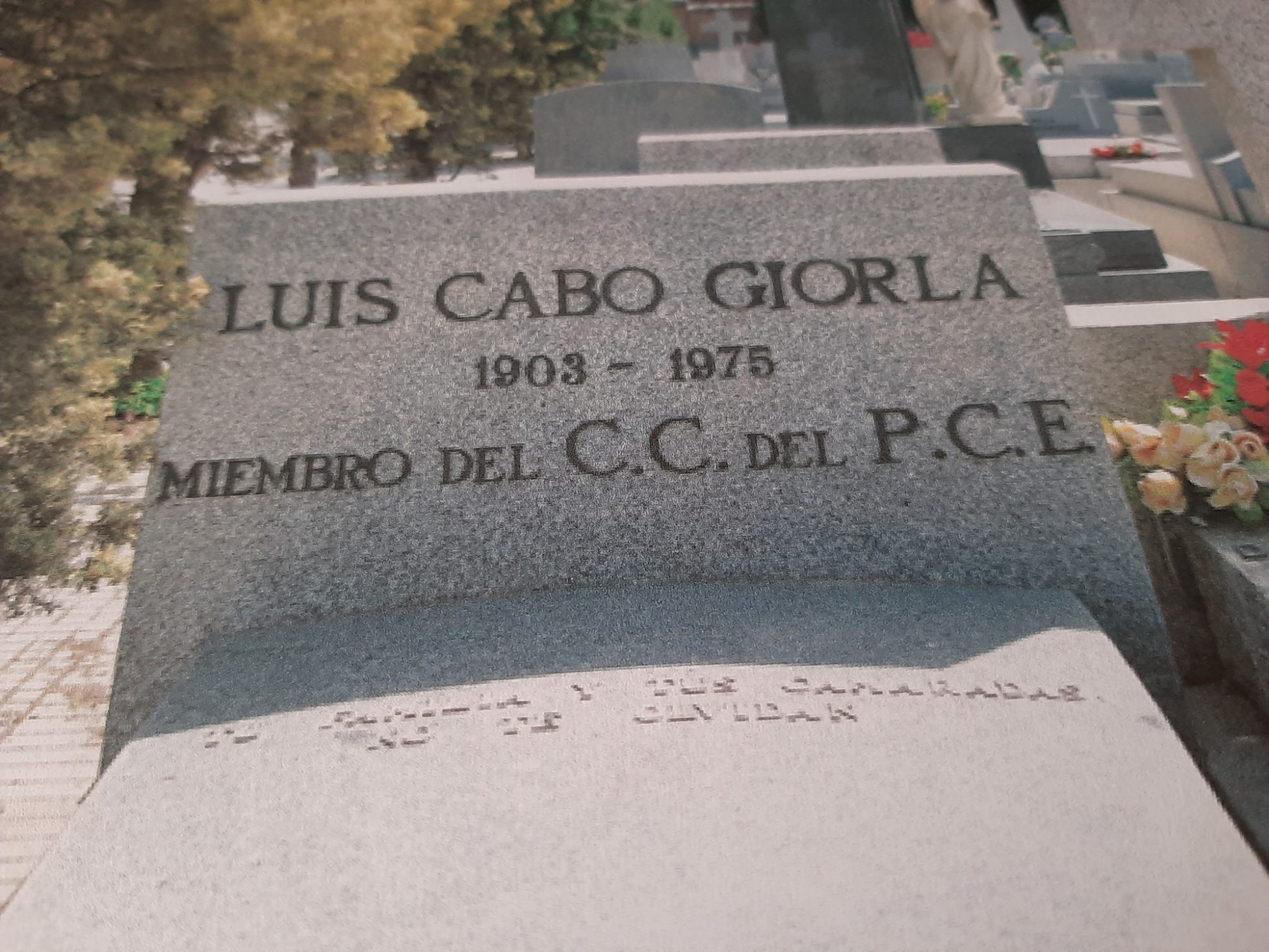
Tumba de Luis Cabo Giorla

 El entierro de Cabo Giorla resultó especialmente emotivo por la ausencia física de su hijo Pepe y por la masiva afluencia de comunistas madrileños que asistieron a despedirle en un Cementerio civil de Madrid literalmente tomado por la Policía, así como por el significado de la inscripción en la lápida de la tumba de Luis Cabo Giorla.